# Pelourinho de Alva
O Pelourinho de Alva (desaparecido) situava-se no lugar de Souto de Alva, na atual freguesia de Mamouros, Alva e Ribolhos, município de Castro Daire.
Desaparecido já em 1961. Parte do pelourinho, segundo informação local, fará parte dos alicerces de uma construção da aldeia.
Está classificado como Imóvel de Interesse Público desde 1933.
A povoação teve Foral antigo concedido por D.Henrique, mais tarde confirmado por D. Afonso III. D. Manuel I volta a conceder Foral novo a 10 de Fevereiro de 1514.

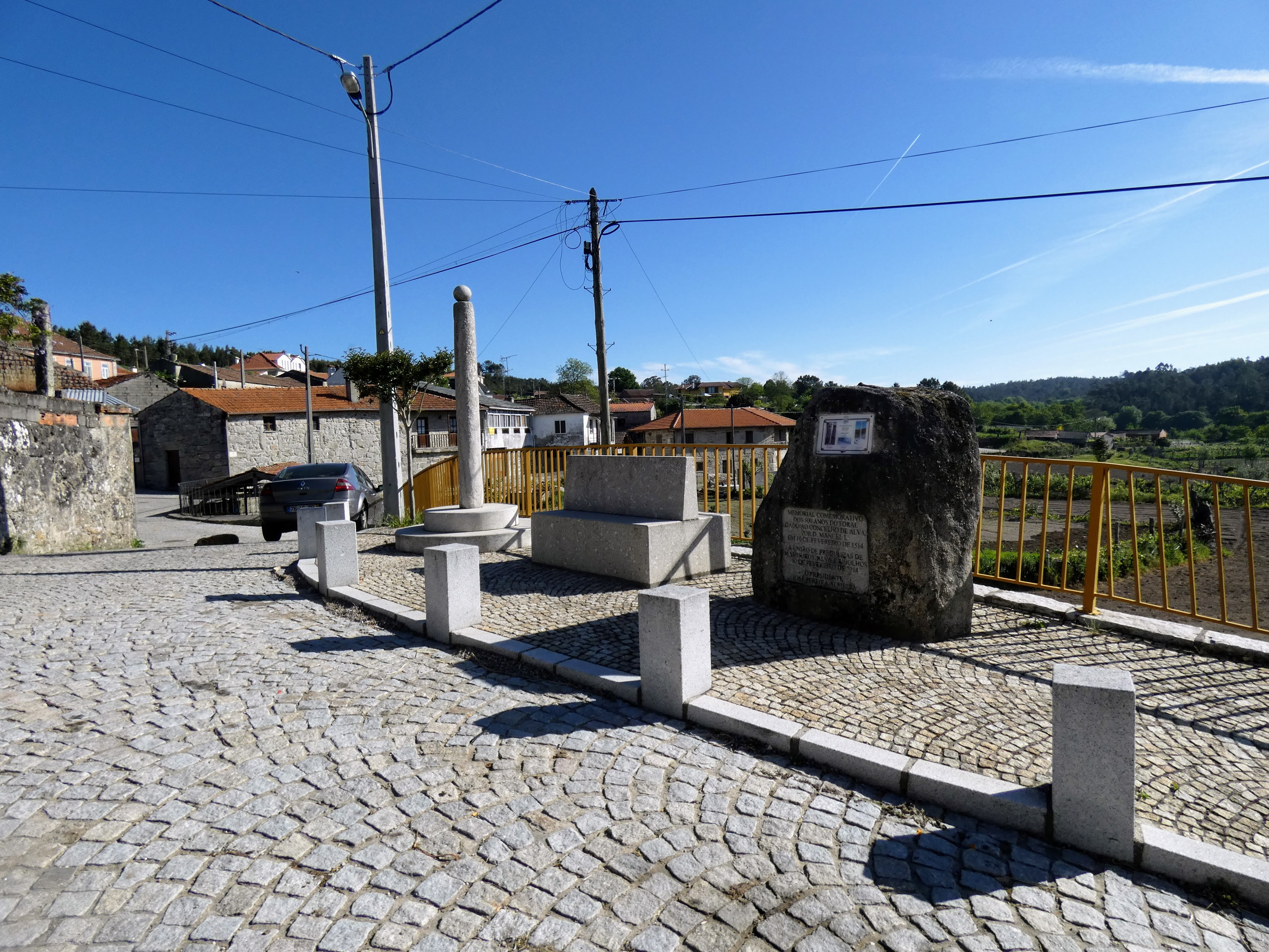
Pelourinho de Alva

Presentemente foi reconstruido. Encontrado-se na localidade de Souto de Alva, no Largo da Fonte